# Szilágyi Benjámin István
Szilágyi Benjámin István (Bő (Vas megye), 1616. november 16. – Sátoraljaújhely, 1652.) református lelkész.

## Élete
Gyulafehérvárt végezte tanulmányait, ahonnét külföldre ment és 1639 nyarán az odera-frankfurti egyetemre iratkozott be; hallgatója volt még a franekeri (1641) és az utrechti egyetemnek is. Hazatérve, 1643-ban nagyváradi iskolaigazgató, 1645 végén sárospataki tanár és 1646-ban itt is igazgató lett. Részt vett a Tolnai Dali János ellen tartott tokaji részzsinaton (1646) és a szatmárnémeti nemzeti zsinaton. 1647-ben lelkésznek ment Tolcsvára, és csakhamar egyházmegyei jegyzővé választották. 1652 áprilisában sátoraljaújhelyi pap lett, de még ez évben meghalt.

## Munkái
- Comenius... Janue Linguae Latinae reserata aurea... in Hungaricam linguam translata. Varadini, 1643.
- De fatali periodo regni Hungariae. Uo. 1646. (Magyar gyászbeszéd gróf Bethlen Péter felett Liszkafalván 21. okt. 1646. a Temetési pompa c. gyűjteményben).

«Acta synodi nationalis hungaricae, seu historica descriptio actorum synodalium» c. művét Finkei Pál tette közzé. (Sárospataki Füzetek 1857.)
Egy egyháztörténeti adatgyűjteménye (Series et dispositio) szintén fennmaradt.
Latin üdvözlő verset írt a Laskai Matkó János «Jézus királysága» c. munkájában.